# Sara Maria Bouman-van Tertholen
Sara Maria Bouman-van Tertholen (Rijnsburg, 1 november 1878 – Amsterdam, 12 april 1950) was hoofd van een fröbelschool (kleuterschool), schrijfster van knutselboeken voor kleuters en tekstdichteres van kinderliedjes. Deze zette zij deels zelf op muziek.
Zij schreef voornamelijk voor de bewaarschool (de kleuterleeftijd) en de eerste klassen van de lagere school. Haar kinderliedverzameling Zing en speel me maar (1928) bleef tot ver in de jaren 1970 in druk.

## Leven en werk
Sara van Tertholen was de dochter van Johannes Jacobus van Tertholen, onderwijzer, en Maria Cornelia Karstens. Zij trouwde op 15 april 1908 te Amsterdam met Pieter Jan Bouman, een onderwijzer.

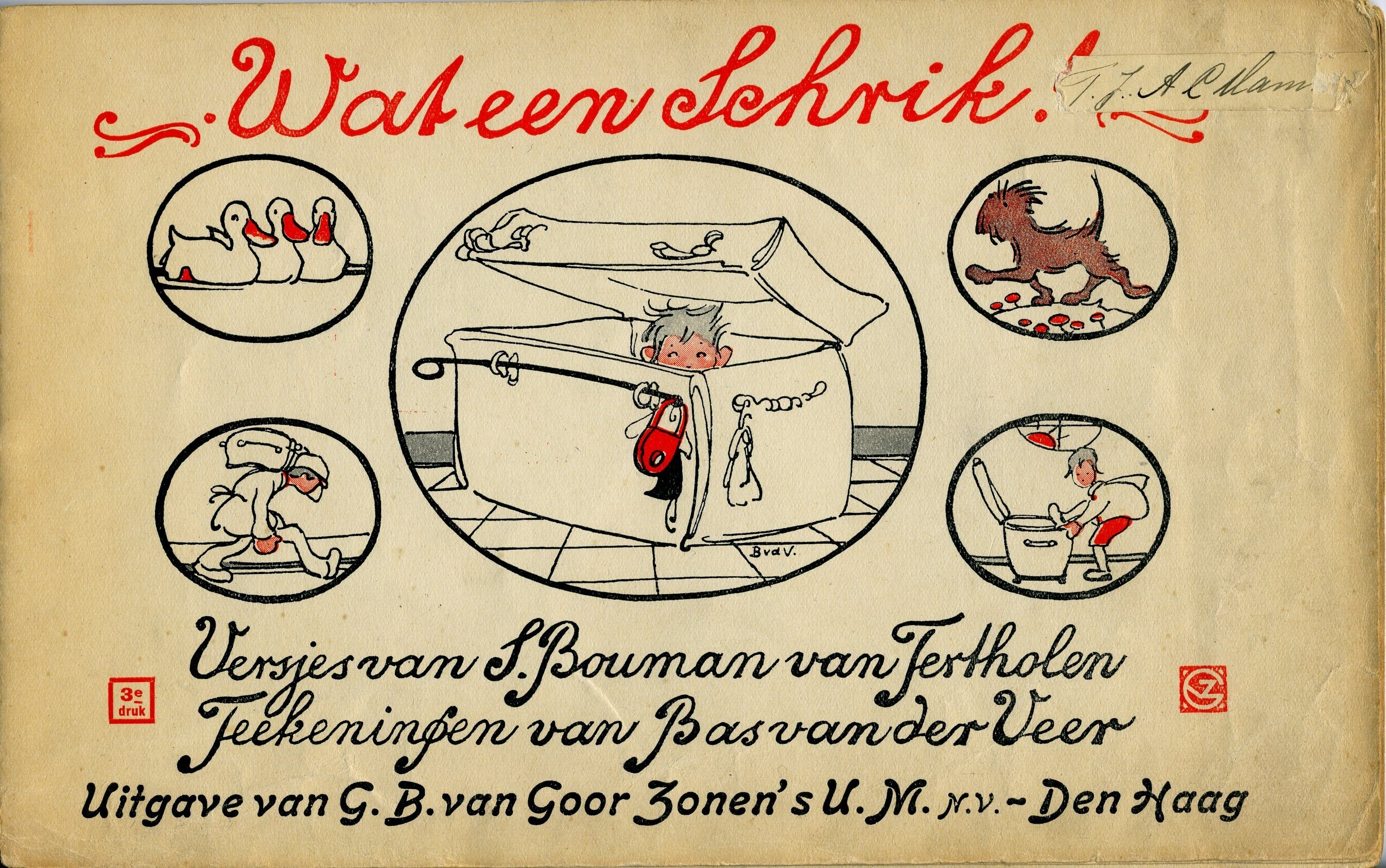
Omslag van de versjesbundel Wat een Schrik! (3e druk van 1931), tekeningen van Bas van der Veer.

Haar eerste bundel met kinderversjes verscheen in 1918. Zij gaf in de jaren daarna zeker 15 versjesboeken uit. Daarnaast schreef zij kinderliedjes, deels met muziek van Theo van der Bijl, maar deels maakte zij zelf de melodie. Ook schreef zij een kindercantate (1931).
Haar verzamelingen van bestaande kinderliedjes, Waar kleine kinderen gaarne van zingen en Zing en speel me maar, beslaan elk meerdere delen. Daarnaast gaf zij zeker vijf knutselboeken en kleiboeken uit voor kleuters, voor gebruik thuis en op de bewaarschool.
Haar liedje 'Mijn broertje leert nu loopen, / Hij kan al stevig staan' (zowel tekst als muziek van haar hand) werd opgenomen in het kinderliedboek Kun je nog zingen, zing dan mee! Voor jonge kinderen (in de zesde, vermeerderde druk van 1937).
Bouman-van Tertholen overleed in 1950 in de leeftijd van 71 jaar.

## Uitgaven (selectie)

### Prentenboeken (versjes)
- ca. 1930 - Max en Tax: een vroolijk prentenboek, door Willy Planck; met versjes van S.M. Bouman-van Tertholen

### Kinderversjes
- 1918 – Het verdwaalde meisje, versjes, ill. Bas van der Veer
- ca. 1918 - Van zes kippen en een haan, versjes, ill. Bas van der Veer
- 1918 – Poesje en Doesje, versjes, ill. Bas van der Veer
- 1918 – De nieuwe pet, versjes, ill. Bas van der Veer
- 1922 – Die stoute hond! versjes, ill. Bas van der Veer
- 1922 – Wat een schrik!, versjes, ill. Bas van der Veer
- 1923 – Elk zijn beurt, versjes
- 1923 – Jantje in de vliegmachine, versjes
- 1924 – Van vier kleuters, versjes, ill. Adri Alindo
- 1925 – De vlieger, versjes, ill. Adri Alindo
- ca. 1928 – De verjaardag van kleine Kootje, versjes, ill. Adri Alindo
- ca. 1928 – Dat liep goed af versjes, ill. Adri Alindo
- ca. 1928 – Uit varen, versjes, ill. Adri Alindo
- 1928 – Het verloren klompje, versjes
- 1932 – Haantje Kukelekaantje: nieuwe kinderrijmpjes, ill. Adri Alindo

### Kinderliedjes van haar hand
- 192x – De tooverfluit, met muziek van Theo van der Bijl, ill. Sijtje Aafjes
- 1926 – Zonneschijn in 't kinderleven: liedjes voor school en huis, pianobegeleidingen van Theo van der Bijl, ill. Adri Alindo
- 1931 – De geschiedenis van Jozef, kindercantate
- ca. 1935 - St. Nicolaas, met pianobegeleiding van Theo van der Bijl, ill. Adri Alindo

### Verzamelingen bestaande kinderliedjes
- 1909 – Waar kleine kinderen gaarne van zingen (4 dln.), ill. H. Reynartz
- 1928 – Zing en speel me maar: oude kinderliedjes en spelletjes (2 dln.; 5e druk in 1958, heruitgave in 1976), verzameld door S.M. Bouman-van Tertholen; pianobegeleidingen van Theo van der Bijl, ill. Corrie Hazendonk, Adri Alindo

### Knutselboeken voor de bewaarschool
- 1925 – Van cirkel en vierkant: gekleurde figuren op te plakken met Talens Gluton[2] voor school en huis (20 losse kaarten)
- ca. 1937 – De gele grabbelton: een verzameling knutselwerkjes en spelletjes, met A.C. Groothoff, ill. Frida H. Bouman en Ine J. Bouman
- ca. 1937 – De blauwe grabbelton: een verzameling knutselwerkjes en spelletjes, met A.C. Groothoff, ill. Frida H. Bouman en Ine J. Bouman
- ca. 1937 – De rode grabbelton: een verzameling knutselwerkjes en spelletjes, met A.C. Groothoff
- z.j. – Kleiarbeid: voor school, de jeugdvereniging en het huisgezin